# Alyssa McClelland
Alyssa McClelland, es una actriz australiana. Se destacó por su actuación en la serie de televisión Canal Road.

## Biografía
En el 2002 recibió una beca de ATYP (Australia Theatre for Young People) y se fue a estudiar a Atlantic Theatre Company en Nueva York.

## Carrera
En 1999 interpretó a Scarlett Baker durante el episodio "Delicate Matters" de la serie médica  All Saints, más tarde apareció de nuevo en la serie en el 2001 esta vez interpretando a Zoe Dell y a Julie durante el episodio "Memories by Moonlight".
En el 2004 se unió al elenco recurrente de la exitosa y popular serie australiana Home and Away donde interpretó a la niñera Brooke MacPherson durante treinta y tres episodios hasta el 2005. El 10 de octubre de 2011 apareció de nuevo como personaje recurrente en la serie ahora interpretando a la abogada Hayley O'Connor hasta ese mismo mes, Hayley regresó a la serie el 30 de abril de 2012 y se fue nuevamente el 22 de junio del mismo año. Anteriormente había interpretado a Cynthia en febrero del 2001 durante el episodio # 1.2982.
En el 2009 obtuvo un pequeño papel en la película Restraint donde interpretó a Gabrielle Martin, la desaparecida ex-prometida de Andrew "Andy" (Stephen Moyer).
En octubre del 2011 dirigió su primer video musical para la banda "Belle Roscoe" en París.
En el 2013 apareció en el cortometraje A Light Touch donde interpretó a Tracy, ese mismo año se unió al elenco recurrente de la tercera temporada de la serie de baile Dance Academy donde interpretó a Rebecca Braithwaite.

## Filmografía[3]

### Series de Televisión
| Año        | Título                                          | Personaje           | Notas                                               |
| ---------- | ----------------------------------------------- | ------------------- | --------------------------------------------------- |
| 2013       | Dance Academy                                   | Rebecca Braithwaite | 7 episodios                                         |
| 2013       | The Elegant Gentleman's Guide to Knife Fighting | Invitada            | episodio # 1.2                                      |
| 2012       | Rake                                            | Larissa Downe       | episodio "R vs. Turner"                             |
| 2011, 2012 | Home and Away                                   | Hayley O'Connor     | 20 episodios                                        |
| 2011       | One Step Closer to Home                         | Nat Shaw            | episodio "Tackling the Big Issues of Domestic Life" |
| 2010       | Rescue Special Ops                              | Beth Robson         | episodio "Jordan's Choice"                          |
| 2008       | Canal Road                                      | Skye Brady          | 13 episodios                                        |
| 2008       | East West 101                                   | Vesna Popov         | episodio "Haunted by the Past"                      |
| 2001       | All Saints                                      | Zoe Dell/Julie      | episodio "Memories by Moonlight"                    |
| 2000       | Water Rats                                      | Samantha            | episodio "Tangled Web"                              |

### Películas
| Año  | Título                      | Personaje          | Notas                                                                                                  |
| ---- | --------------------------- | ------------------ | --- |
| 2016 | The Eleven O'Clock          | Donna              | corto - junto a Josh Lawson y Damon Herriman                                                           |
| 2013 | A Light Touch               | Tracy              | corto - junto a Martin Dingle-Wall & Neveen Hanna                                                      |
| 2011 | The Bride                   | -                  | corto - junto a Charlie Clausen                                                                        |
| 2011 | Home                        | -                  | corto - junto a Leeanna Walsman, S.A. Griffin & Carla Cloud                                            |
| 2011 | Surviving Georgia           | Sandy              | junto a Pia Miranda, Holly Valance & Shane Jacobson                                                    |
| 2011 | Commercialisms              | Actriz             | corto - junto a Damon Herriman, Felix Williamson & Rory Williamson                                     |
| 2011 | Cupid                       | Lucy               | corto - junto a Clare Bowen, Dieter Brummer, Guy Edmonds & Caroline Brazier                            |
| 2009 | Emilia Eckle                | Emilia Eckle       | corto - junto a David Lyons                                                                            |
| 2009 | Knowing                     | Asistente de Vuelo | junto a Nicolas Cage, Nadia Townsend & Ben Mendelsohn                                                  |
| 2008 | Restraint                   | Gabrielle Martin   | junto a Travis Fimmel, Teresa Palmer & Stephen Moyer                                                   |
| 2006 | The Bet                     | Trish              | junto a Matthew Newton, Aden Young, Roy Billing, Rick Cosnett, Sibylla Budd & Peta Sergeant            |
| 2005 | Second Chance               | Alyssa Fulham      | junto a Ben Mendelsohn, Tara Morice, Genevieve O'Reilly, Rhys Muldoon & Jonny Pasvolsky                |
| 2005 | Small Claims: White Wedding | Kiara Duffy        | junto a Claudia Karvan, Rebecca Gibney, Roy Billing, Brooke Satchwell, Gyton Grantley & Michael Dorman |
| 2005 | Mind the Gap                | Joven              | corto - junto a Kerry Armstrong, Lucy Chesterton & Linda Paice                                         |
| 2005 | Son of the Mask             | Enfermera en Sueño | junto a Jamie Kennedy & Alan Cumming                                                                   |
| 2005 | Deck Dogz                   | Baby T             | junto a Sean Kennedy, Richard Wilson & Glenda Linscott                                                 |
| 2004 | A Man's Gotta Do            | Chantelle          | junto a John Howard, Rebecca Frith, Gyton Grantley & Rohan Nichol                                      |
| 2003 | Horseplay                   | Cindy Perlman      | junto a Marcus Graham, Natalie Mendoza, Abbie Cornish & Jacek Koman                                    |
| 2002 | Queen of the Damned         | Groupie en Londres | junto a Lena Olin, Claudia Black, Bruce Spence & Matthew Newton                                        |
| 2001 | Ben                         | Sally              | corto - junto a Tom Keanan Brown & Janet Edwards                                                       |

### Directora, Escritora&Productora
| Año  | Película/Serie          | Notas                                                                                   |
| ---- | ----------------------- | --------------------------------------------------------------------------------------- |
| 2011 | The Bride               | corto - co-productora                                                                   |
| 2011 | Home                    | corto - productora                                                                      |
| 2011 | Ride                    | corto - directora & escritora                                                           |
| 2011 | One Step Closer to Home | directora, escritora & productora - episodio "Tackling the Big Issues of Domestic Life" |
| 2010 | Nic & Shauna            | corto - directora & productora                                                          |
| 2009 | Emilia Eckle            | corto - directora, escritora & co-productora                                            |

### Teatro
| Año  | Obra                 | Personaje     | Director (a)     | Teatro              | Notas                                                                                |
| ---- | -------------------- | ------------- | ---------------- | ------------------- | ------------------------------------------------------------------------------------ |
| 2005 | The Give and Take?   | Julie         | -                | Drama Theatre       | junto a Garry McDonald, Drew Forsythe, John Adam y Rupert Reid                       |
| 2005 | Ray's Tempest        | Novia de Frog | Richard Roxburgh | Belvoir St. Theatre | junto a Damon Gameau, Russell Kiefel, Anni Finsterer, Russell Dykstra & Sibylla Budd |
| 2003 | The Shape of Things  | Jenny         | Jeremy Sims      | Sydney Theatre      | junto a Leeanna Walsman, Brendan Cowell & Nick Flint                                 |
| 2001 | Outpatients          | -             | -                | -                   | -                                                                                    |
| 2001 | Re:Macbeth           | -             | -                | -                   | -                                                                                    |
| 2000 | Spurboard            | -             | -                | -                   | -                                                                                    |
| 2000 | Birds                | -             | -                | -                   | -                                                                                    |
| 2000 | Contact              | -             | -                | -                   | -                                                                                    |
| 1997 | Junks                | -             | -                | -                   | -                                                                                    |
| 1997 | The Don Juan Project | -             | -                | -                   | -                                                                                    |

## Premios y nominaciones
| Año  | Categoría                                      | Premio    | Película                    | Resultado |
| ---- | ---------------------------------------------- | --------- | --------------------------- | --------- |
| 2008 | Best Guest or Supporting Actress in Television | AFI Award | Small Claims: White Wedding | Nominada  |